# Amon Düül II
Amon Düül II ou Amon Düül 2 é uma banda de krautrock alemã gerada a partir de uma dissidência da banda Amon Düül original, é considerada como uma das raízes do movimento Krautrock alemão.
O Amon Düül II foi formado após a saída de alguns membros do grupo original (Amon Düül) que tinham maiores ambições musicais, entre elas o uso de sintetizadores, música eletrônica e as diversas experimentações que ocorreram na música da Alemanha da época, com bandas como Kraftwerk, Harmonia, Faust e Can.

## História
Amon Düül II nasceu de uma comunidade artística e política chamada Amon Düül (que registrou durante o final dos anos 1960 diversas sessões ao vivo feitas em torno de composições coletivas e livre improvisação musical). A banda surgiu na cena rock underground alemã com um álbum muito original e excêntrico chamado "Phallus Dei" (1969). Os músicos que participaram desta experiência delirante e psicodélica foram (entre outros) Peter Leopold (saido do Amon Düül), sua esposa e front woman, Renate Knaup, e John Weinzierl nas guitarras. E muitos músicos convidados como Holger Trützsch que tocava percussões tribais (membro original do grupo Popol Vuh). Em seguida, quase com os mesmos músicos, a banda gravou o seminal "Yeti" (1970). Um álbum na mesma linha que o anterior, porém mais elaborado (com algumas canções estruturadas e inúmeras peças de improvisações épica). "Yeti" projeta o Amon Düül II para fora da Alemanha. No mesmo ano, o baixista Dave Anderson deixa a banda para se juntar ao Hawkwind.
"Tanz der Lemminge", posterior à "Yeti", é um trabalho impressionante com uma grande diversidade de experimentações, músicas emocionantes com alguns acentos folk e "silêncios". Gravado em 1972, "Carnival in Babylon", anuncia uma nova direção musical tomada pela banda. Este álbum é dominado por músicas curtas com o onipresente e bonito vocal de Renate Knaup. Um trabalho mais convencional, com alguns memoráveis baladas folk. O período clássico da banda termina com "Wolf City" (1972) e "Viva La Trance" (1973). Após a saída de Renate Knaup que se juntou ao grupo Popol Vuh, em 1974, e o lançamento de alguns álbuns, o Amon Düül II se divide. Em 1981, com o álbum "Vortex", Chris Karrer tentou sem êxito reformular a banda.
Hoje, a banda está em atividade com Peter Leopold e Renate Knaup da formação original e outros músicos.

## Discografia

### Álbuns
- 1969 Phallus Dei
- 1970 Yeti
- 1971 Tanz der Lemminge
- 1972 Carnival in Babylon
- 1972 Wolf City
- 1974 Vive La Trance
- 1974 Hijack
- 1975 Made in Germany
- 1976 Pyragony X (ou Pyragony 10th)
- 1977 Almost Alive
- 1978 Only Human
- 1981 Vortex
- 1995 Nada Moonshine #

### Álbuns ao vivo
- 1973 Live in London
- 1992 BBC Radio 1 Live In Concert Plus
- 1996 Live in Tokio

### Compilações
- 1975 Lemmingmania
- 1987 Airs on a Shoestring: The Best of Amon Düül